# Копф (лунный кратер)
Кратер Копф (лат. Kopff) — крупный ударный кратер на северо-восточной окраине Моря Восточного на видимой стороне Луны. Название присвоено в честь немецкого астронома Августа Копффа (1882—1960) и утверждено Международным астрономическим союзом в 1970 г. Образование кратера относится к позднеимбрийскому периоду.

## Описание кратера
Ближайшими соседями кратера Копф являются кратер Гоманн на западе; кратер Маундер на северо-западе и кратер Лаллеман на северо-востоке. На западе от кратера находится Море Восточное, на севере борозды Копфа и за ними горы Рук, на востоке Озеро Весны. Селенографические координаты центра кратера 17°23′ ю. ш. 89°41′ з. д. / 17,39° ю. ш. 89,68° з. д., диаметр 40,5 км, глубина 2,2 км.
Кратер Копф имеет полигональную форму и практически не подвергся разрушению. Вал узкий, с четко очерченной острой кромкой, внутренний склон гладкий. В северо-западной части у подножия внутреннего склона видны осыпи пород. Высота вала над окружающей местностью достигает 1040 м, объём кратера составляет приблизительно 1300 км3. Дно чаши затоплено лавой и имеет низкое альбедо соответствующее поверхности Моря Восточного. В юго-восточной части дно чаши покрыто сетью узких борозд, образовавшихся при застывании лавы, в северо-восточной части чаши у подножия внутреннего склона расположен приметный свежий кратер с высоким альбедо и маленькой системой лучей.
За счет своего расположения у юго-западного лимба Луны кратер при наблюдениях имеет искаженную форму, наблюдения зависят от либрации.

## Сателлитные кратеры
| Копф | Координаты                                            | Диаметр, км |
| ---- | ----------------------------------------------------- | ----------- |
| B    | 16°53′ ю. ш. 86°21′ з. д. / 16,89° ю. ш. 86,35° з. д. | 7,5         |
| C    | 18°20′ ю. ш. 86°13′ з. д. / 18,33° ю. ш. 86,22° з. д. | 13,7        |
| D    | 19°53′ ю. ш. 89°54′ з. д. / 19,88° ю. ш. 89,9° з. д.  | 12,6        |
| E    | 15°58′ ю. ш. 89°55′ з. д. / 15,97° ю. ш. 89,91° з. д. | 11,2        |

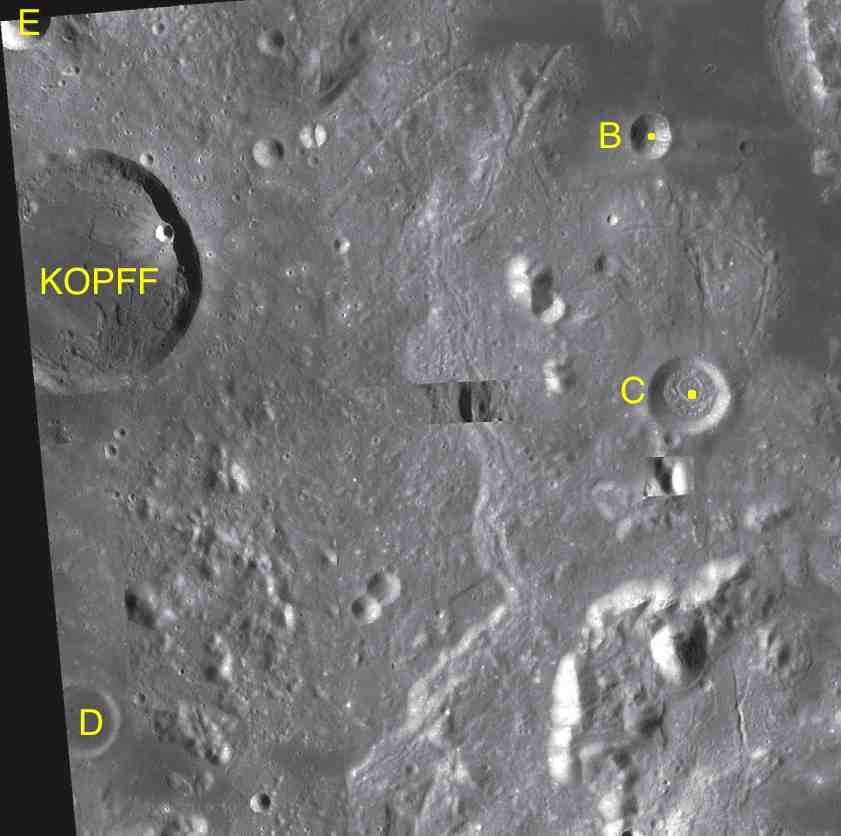
Фрагмент карты LAC-91.

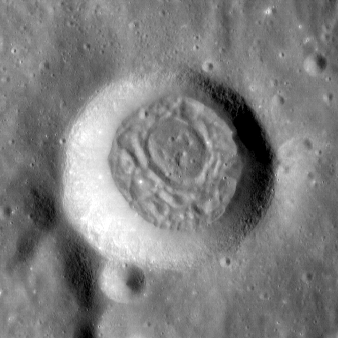
Сателлитный кратер Копф C - снимок зонда Lunar Reconnaissance Orbiter.

- Сателлитный кратер Копф А в 1985 г. переименован Международным астрономическим союзом в кратер Лаллеман.